# Ferrowyl·lieïta
La ferrowyl·lieïta és un mineral de la classe dels fosfats, que pertany al grup de la wyl·lieïta. Rep el seu nom pel seu contingut en ferro i per la seva relació amb la wyl·lieïta.

## Característiques
La ferrowyl·lieïta és un fosfat de fórmula química (Na,Ca,Mn2+)₂Fe2+
2Al(PO₄)₃. Cristal·litza en el sistema monoclínic. La seva duresa a l'escala de Mohs és 4.
Segons la classificació de Nickel-Strunz, la ferrowyl·lieïta pertany a «08.AC: Fosfats, etc. sense anions addicionals, sense H₂O, amb cations de mida mitjana i gran» juntament amb els següents minerals: howardevansita, al·luaudita, arseniopleïta, caryinita, ferroal·luaudita, hagendorfita, johil·lerita, maghagendorfita, nickenichita, varulita, ferrohagendorfita, bradaczekita, yazganita, groatita, bobfergusonita, qingheiïta, rosemaryita, wyl·lieïta, ferrorosemaryita, qingheiïta-(Fe2+), manitobaïta, marićita, berzeliïta, manganberzeliïta, palenzonaïta, schäferita, brianita, vitusita-(Ce), olgita, barioolgita, whitlockita, estronciowhitlockita, merrillita, tuïta, ferromerrillita, bobdownsita, chladniïta, fil·lowita, johnsomervilleïta, galileiïta, stornesita-(Y), xenofil·lita, harrisonita, kosnarita, panethita, stanfieldita, ronneburgita, tillmannsita i filatovita.

## Formació i jaciments
Va ser descoberta a la mina Victory, a la localitat de Custer, situada al comtat homònim de Dakota del Sud, als Estats Units. També ha estat descrita a Newport (Nou Hampshire, Estats Units); a Hålsjöberg, a la localitat de Torsby (Värmland, Suècia); a Michałkowa, a la Baixa Silèsia (Polònia); i a la península de Piona, a Colico (Llombardia, Itàlia).